# Des Teufels Pate

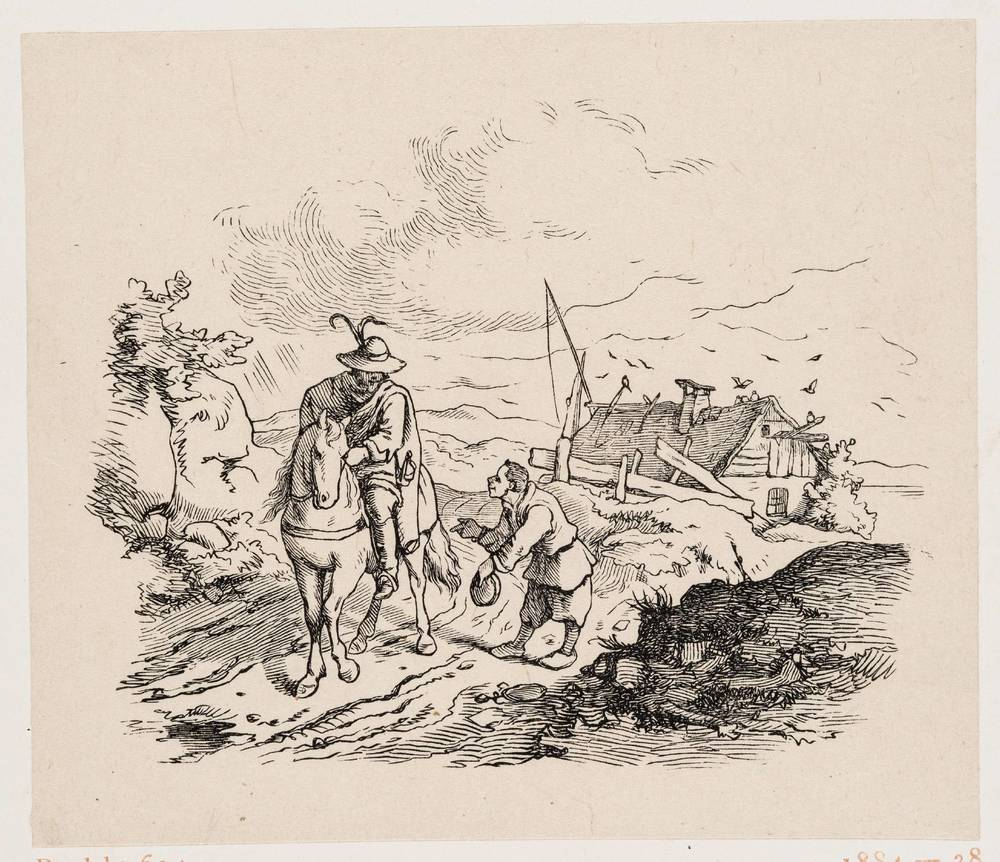
Holzschnitt von Ludwig Richter, 1852

Des Teufels Pate ist ein Märchen. Es stand in Ludwig Bechsteins Deutsches Märchenbuch nur in frühen Auflagen.

## Inhalt
Ein armer Fischer weiß nicht, wen er für sein zehntes Kind als Taufpaten bitten soll und beschließt den ersten zu fragen, der ihm auf der Straße begegnet. Ein Reiter sagt auch gleich zu. Es ist aber der Teufel und will den Bub nach 14 Jahren holen. Der wird ein geschickter Jäger. Er erwartet den Teufel in einem Boot auf dem See und haut ihm die Ruderstange auf den Kopf. Ein Wind trägt ihn auf einen Berg, dann in einen Garten. Er dient dem Schlossherrn als Jäger und darf die Tochter heiraten. Sie gibt ihm den Ring, der die Mauer zum Garten öffnet. Als sie aber seines Vaters armes Fischershaus sieht, flieht sie und nimmt einen Grafen. Der Jäger nimmt drei Räubern einen Tarnmantel, Wunschhut und ein magisches Schwert ab. Damit wünscht er sich zum Schloss, holt sich die Braut zurück.

## Herkunft
Bechstein vermerkt nur: „Nach mündlicher Überlieferung.“ Das Zaubermärchen verläuft eingangs wie Grimms Der Herr Gevatter und Gevatter Tod, dann wie Der König vom goldenen Berg. Der Pate ähnelt auch Ferenand getrü und Ferenand ungetrü, der Jäger am See Die Nixe im Teich. Vgl. Ulrich Jahns Anmerkung zu seinem Märchen Die Maränen.